# Гетто в Свислочи (Могилёвская область)
Гетто в Сви́слочи (лето 1941 — осень 1942) — еврейское гетто, место принудительного переселения евреев посёлка Свислочь Осиповичского района Могилёвской области и близлежащих населённых пунктов в процессе преследования и уничтожения евреев во время оккупации территории Белоруссии войсками нацистской Германии в период Второй мировой войны.

## Оккупация Свислочи и создание гетто
К лету 1941 года, перед войной, среди более тысячи жителей местечка Свислочь евреев было 600—700 человек. Деревня была захвачена немецкими войсками 29 июня 1941 года, и оккупация продолжалась более трёх лет — до 17 июля 1944 года.
Полиция разместилась в здании сельского Совета, и первым её возглавил фольксдойче из местных жителей, бывший лесничий Бурштель. Бургомистром Свислочи стал печник Николай Бондарь, который пришёл в полицию вместе с сыновьями. Потом его сменил Шидловский — бывший школьный военрук Свислочской средней школы.

## Условия в гетто
Немцы, реализуя нацистскую программу уничтожения евреев, организовали в Свислочи гетто. Гетто в было открытого типа и не охранялось. Оно располагалось по месту довоенного компактного проживания евреев — вплоть до расстрела они оставались жить в своих домах.
Евреев обязали нашить спереди и сзади шестиконечные жёлтые звезды. Полицаи Иван Лузанов, Василий Кобылянец, Николай Бондарь и его племянники Гриша и Миша Яновские прибили такие же звезды на еврейских домах.

## Уничтожение гетто

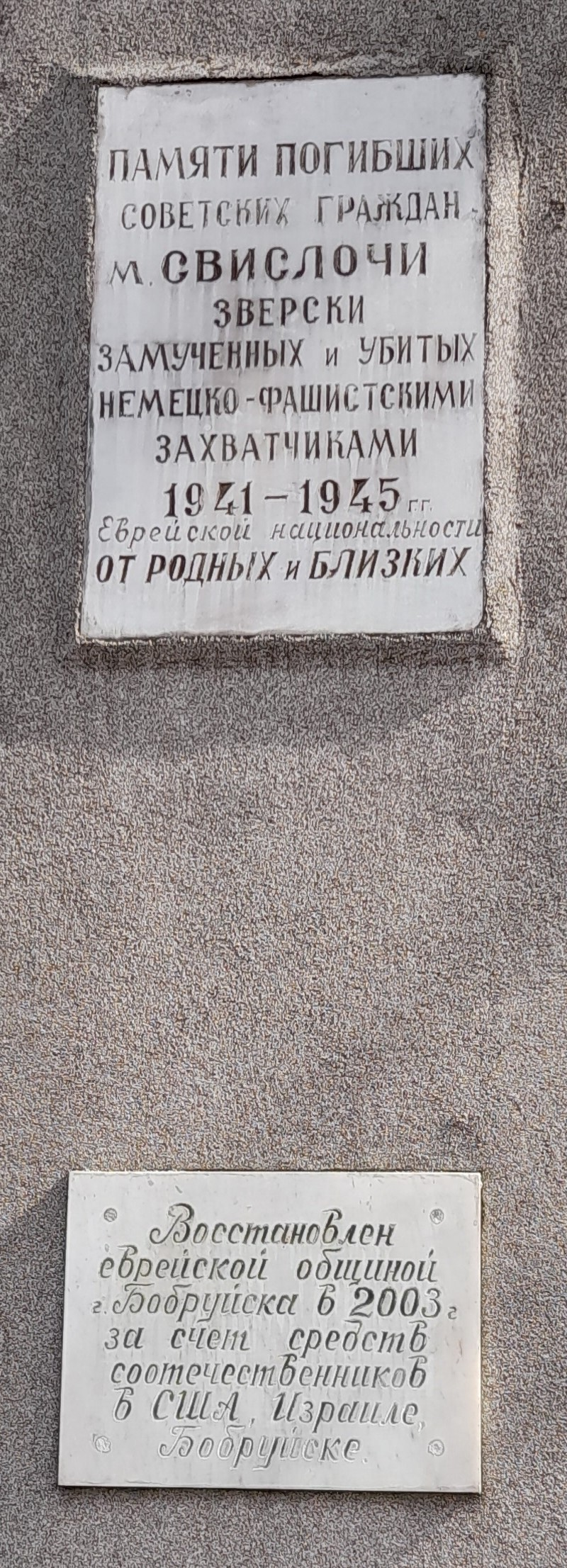
Надпись на памятнике

Немцы очень серьёзно относились к возможности еврейского сопротивления, и поэтому в большинстве случаев в первую очередь убивали в гетто или ещё до его создания евреев-мужчин в возрасте примерно от 15 до 50 лет — несмотря на экономическую нецелесообразность, так как это были самые трудоспособные узники. По этим соображениям уже с 3 июля 1941 года немцы уводили якобы «на работу» еврейских мужчин, но с этой «работы» никто не возвращался — их убивали за мостом через Березину. Группу не менее 40 мужчин расстреляли в августе — начале сентября в колхозном саду на горе, и захоронили их там же во рвах, специально вырытых накануне. Ямы заставили копать самих евреев. Расстрел проводили полицаи под командованием немцев.
В сентябре собрали всех женщин-евреек, которые были замужем за неевреями, и сказали, что повезут в Осиповичи. На самом деле женщин довезли до Липеня, сбросили с моста в реку Свислочь и расстреляли сверху.
14 октября 1941 года немцы и полицаи выгнали евреев из домов, грузовиками вывезли в лес за реку Березина и расстреляли — несколько сот (600) человек. По свидетельству очевидцев, в этот день «…кто жил на краю Свислочи, тех просто гнали палками, прикладами гнали по улицам женщин, детей, стариков пешком к месту казни. Отовсюду неслись страшные крики, рыдания, визг. Полицаи братья Бондари и их отец орали на всю улицу: „Бей жидов, спасай Россию!“. Тетю Рахель — жену местечкового раввина — вели к грузовику, и какая-то баба рвала у неё с плеча пуховой платок. В другом месте две бабы набросились на еврейскую девушку, повалили её и стали стаскивать с ног блестящие резиновые ботики, причем, одна баба рвала с одной ноги, а вторая — с другой».
Зимой 1941—1942 года условия в гетто стали невыносимыми — стояли сильные морозы, и узники умирали от голода и холода на фоне беспрерывных грабежей и издевательств, в том числе и со стороны односельчан.
В начале января 1942 года немцы и полицаи согнали евреев в заводской клуб, возле которого были уже вырыты ямы. Вокруг клуба стояли местные жители, которые рассматривали узников и заказывали полицаям еврейские вещи — украшения и одежду, а те выполняли заказы. Тех евреев, кто смел сопротивляться, или у кого заплакал ребёнок, или просто чем-то не понравился, жестоко избивали. Избили женщину-врача Закс, которая не отдавала шапочку, избили и забрали пальто у Беллы, которая попросила знакомого полицая Марченко пустить её в туалет. Приехали полицаи из соседних сел и эсэсовцы. Офицер СС под угрозой расстрела приказал евреям принести и сдать всю спрятанную зимнюю одежду. Когда евреи вернулись с одеждой, немцы издевательски заставили полумертвых людей ещё несколько часов петь и танцевать, и только после этого отпустили обратно в гетто.
В этом же 1942 году во время очередной «акции» (таким эвфемизмом нацисты называли организованные ими массовые убийства) были убиты последние евреи Свислочи и гетто было ликвидировано.

## Случаи спасения и «Праведники народов мира»
Выжить в Свислочи удалось лишь считанным евреям, среди которых были Израиль Исаакович Авсиевич, Белла Иосифовна Баршай и Циля Гильевна Рубинчик.
В Свислочи один человек был удостоен почетного звания «Праведник народов мира» от израильского мемориального института «Яд ва-Шем» «в знак глубочайшей признательности за помощь, оказанную еврейскому народу в годы Второй мировой войны» — Стефан Кучинский, который спас Гершановичей Леонида и Бориса.

## Память
Точное количество евреев, погибших в Свислочи в годы Холокоста, не известно. Пока установлены и опубликованы 202 имени и фамилии жертв геноцида евреев. В 2018 году был обнаружен дневник жителя Свислочи М. В. Бондарева, в котором говорится о 1016 убитых в Свислочи евреях.
После войны на месте массового расстрела вернувшиеся из эвакуации и Красной армии евреи Свислочи поставили скромный небольшой обелиск с металлической оградой. Впоследствии памятник был убран, а прах убитых (несколько сотен человек) перезахоронили на еврейском кладбище в Бобруйске. Сейчас (в 2021 году) место расстрела в Свислочи никак не обозначено. В 1949 году в Бобруйске на месте перезахоронения установили обелиск со словами: «Памяти погибших советских граждан м. Свислочи, зверски замученных и убитых немецко-фашистскими захватчиками 1941—1945 гг. От родных и близких» — без упоминания национальности жертв геноцида. В 2003 году по инициативе еврейской общины Бобруйска памятник реконструировали и на плите добавили слова «еврейской национальности».

## Комментарии
1. ↑  В русском языке за служащими коллаборационистских полицейских органов закрепилось разговорное уничижительное название полица́й (во множественном числе — полица́и).